# Róka János (labdarúgó)
Róka János (Budapest, 1880. február 3. – Budapest, 1945. február 6.) kétszeres magyar bajnok labdarúgó, csatár, magánhivatalnok.

## Pályafutása
Róka Gyula és Schütt Adél fiaként született. 1901 és 1904 között a BTC-ben szerepelt. Kétszeres magyar bajnok volt a csapattal. 1904-ben felhagyott a labdarúgással, és Gillemot Ferenc hívására a Pannónia Evezős Klubban evezéssel kezdett foglalkozni, mellyel kapcsolatban sportsikereket nem jegyeztek fel. 1926-ban sportszervezőként visszatért a BTC-hez. Felesége a nála 14 évvel fiatalabb Pöpperl Jozefa volt, akivel 1921. június 28-án Budapesten, az Erzsébetvárosban kötött házasságot. Halálát koponyaroncsolás okozta.

## Sikerei, díjai
- Magyar bajnokság
  - bajnok: 1901, 1902
  - 2.: 1903
  - 3.: 1904